# Estimats difunts
Estimats difunts (títol original en anglès: The Loved One) és una pel·lícula estatunidenca dirigida per Tony Richardson i estrenada el 1965. Ha estat doblada al català.

## Argument
Havent guanyat un bitllet d'avió, el jove britànic Dennis Barlow vola cap a Los Angeles per tal de retre visita al seu oncle Sir Francis Hinsley que treballa per a un estudi de Hollywood. Però poc després, Hinsley posa fi als seus dies penjant-se. Havent d'organitzar les exèquies, Dennis és incitat pels membres de la comunitat britànica local a gastar els diners de la seva herència perquè sigui inhumat en un cementiri de prestigi, Whispering Glades.
Dennis coneix així Aimee Thanatogenos, una noia ingènua que treballa com tanatopractor al cementiri sota la direcció del seu superior, Sr. Joyboy, que s'interessa per ella, tot i que ella no sent res per ell. Aimee queda en canvi fascinada pel Reverend Wilbur Glenworthy, el patró del cementiri, que veu com un home pietós i dedicat, tot i que no és en realitat més que un home de negocis per a qui Whispering Glades és sobretot un mitjà de fer diners.
Dennis és contractat en un cementiri per a animals dirigida per Henry Glenworthy, el germà del Reverend. Comença a fer-li la cort a Aimee recitant poemes que no la deixen insensible. Li amaga que treballa al cementiri per a animals que considera com sacrilegi, i li proposa casar-se amb ell. Aimee demana consell per correu al Guru Brahmin, que no és en realitat més que un mediocre periodista local. Aquest li aconsella en principi de sopar amb el Sr. Joyboy per tal d'obtenir una promoció, però és ràpidament dissuadida d'anar més lluny descobrint la seva relació mòrbida amb la seva mare obesa. Sempre sota els consells del guru, convida aquesta vegada Dennis a casa seva, una casa en construcció, ja que és construïda sobre un sòl propici a corriments de terres.
Dennis i Henry coneixen Gunther Fry, el seu jove veí, un geni en potència que es diverteix llançant petards. Quan el Sr. Joyboy ve al cementiri per enterrar el cadàver de la seva mare, veu llibres de poesia i s'adona que el seu rival amorós és Dennis. Aquest li proposa un funeral de luxe per a l'ocell enviant-lo a l'espai en un coet. Joyboy accepta i porta Aimee amb ell a la cerimònia. S'adona llavors amb horror que Dennis treballa al cementiri per a animals, sota l'ull divertit de Joyboy.
El Reverend Glenworthy es preocupa pel futur de Whispering Glades, ja que tots els emplaçaments seran ocupats en alguns anys. Amb el seu consell d'administració, proposa transformar el terreny en una residència per a persones grans més lucrativa. No sabent en principi com administrar el problema dels cossos ja enterrats, entreveu una solució quan s'assabenta que el seu germà utilitza coets. Suborna militars organitzant una orgia a Whispering Glades per tal d'obtenir a canvi els excedents de l'exèrcit. Pel seu costat, Dennis comunica a Aimee que el cementiri serà aviat tancat, però es nega primer de tot a creure-ho.
Aimee busca consell amb el Sr. Joyboy, però està ocupat a preparar la posada en òrbita del cos d'un exastronauta anomenat «El Còndor». Després troba el Guru Brahmin en un bar, que li aconsella llançar-se per la finestra. Finalment, va amb el Reverend Glenworthy que pot només confirmar les afirmacions de Dennis i li proposa un nou treball amb un salari més atraient. Totes les seves il·lusions perdudes, posa fi als seus dies buidant-se la seva sang sobre una taula mortuòria, aquelles sobre les quals preparava els seus clients.
Descobrint el cadàver d'Aimee, el Sr. Joyboy contacta Dennis demanant-li que l'enterri discretament al cementiri per a animals per tal d'evitar un escàndol. Dennis accepta ajudar-lo a condició d'obtenir un bitllet d'avió en primera classe per tornar a la Gran Bretanya. Demana també que el cos d'Aimee el posin al coet, i que al seu lloc sigui Còndor enterrat al cementiri per a animals.
Els militars assisteixen al llançament del coet mortuori mentre Dennis es prepara a embarcar en primera classe per tornar a la Gran Bretanya.

## Repartiment
- Robert Morse: Dennis Barlow
- Jonathan Winters: Reverend Henry Glenworthy / Reverend Wilbur Glenworthy
- Anjanette Comer: Aimee Thanatogenous
- Dana Andrews: General Buck Brinkman
- Milton Berle: M. Kenton
- James Coburn: L'agent de la duana
- John Gielgud: Sir Francis Hinsley, l'oncle de Dennis
- Margaret Leighton: Helen Kenton
- Liberace: M. Starker
- Roddy McDowall: D.J. Jr
- Robert Morley: Sir Ambrose Ambercrombie
- Barbara Nichols: Sadie Blodgett
- Lionel Stander: el Gourou Brahmin
- Robert Easton: Dusty Acres
- Warren J. Kemmerling
- Bernie Kopell: L'ajudant del Guru Brahmin
- Alan Napier: Un membre del club britànic
- Reta Shaw: La mestressa del Zomba Cafe
- Paul Williams: Gunther Fry
- Rod Steiger: M. Joyboy
- Jamie Farr: Un criat al club britànic (No surt als crèdits)
- Tab Hunter

## Al voltant de la pel·lícula
Després de la Segona Guerra Mundial, l'escriptor britànic Evelyn Waugh va a Hollywood per treballar en l'adaptació cinematogràfica de la seva novel·la Tornada a Brideshead. Allà, assisteix a un enterrament al Forest Lawn Memorial Park (Hollywood Hills). Adonant-se que la indústria funerària és tan comercial com la del cinema, decideix escriure la novel·la The Loved One  en què s'inspira la pel·lícula.